# Щербатова, София Степановна
Княгиня София Степановна Щербатова, урождённая Апраксина (9 (20) ноября 1797 — 3 (15) февраля 1885) — фрейлина двора, статс-дама, благотворительница; вторая супруга Московского военного генерал-губернатора князя Алексея Григорьевича Щербатова. Кавалерственная дама ордена Святой Екатерины (30 августа 1822).

## Биография
Родилась 9 ноября 1797 года в семье крестника императрицы Екатерины II Степана Степановича Апраксина (1757—1827) и Екатерины Владимировны Голицыной (1770—1854), дочери знаменитой «Усатой княгини». Крещена в Знаменской церкви на Знаменке при восприемстве брата Владимира и бабушки княгини Н. П. Голицыной. Вместе с сестрой Натальей росла в усадьбе Ольгово или в московском доме у Арбатских ворот в обстановке роскоши. Апраксины жили открыто, у них был свой театр, свои актеры и музыканты, балы, фейерверки и охота. В доме часто гостили юный А. С. Пушкин, его дядя В. Л. Пушкин, П. А. Вяземский и другие любители искусства.
Воспитанием детей Екатерина Владимировна Апраксина занималась сама. Её дочери изучали языки и литературу, им преподавали музыку и искусство. Из двух дочерей она предпочитала старшую Наталью, которая имела с ней сходство ума и характера, Софию же она находила слишком серьезною, слишком не любящей большого света, слишком простой в жизни. София увлекалась живописью, рисуя пейзажи. Она много читала, притом книги разного содержания, от самых серьезных (любила Платона, Сенека) до повестей и романов. Была очень религиозна, но без ханжества.

## Замужество
Будучи фрейлиной двора, 24 января 1817 года вышла замуж за вдовца князя Алексея Григорьевича Щербатова, который был старше невесты на двадцать два года. Венчались в Петербурге в Исаакиевском соборе, поручителями по жениху были граф В. В. Толстой и Я. Ф. Скарятин; по невесте — князь В. Д. Голицын и А. С. Талызин. Первые годы брака супруги путешествовали по Европе. Вернувшись в Россию, поселились в Петербурге. Откуда Щербатовы выезжали на лето в своё подмосковное имение Литвиново. Воспитанием детей София Степановна занималась сама. Не желая иметь гувернера, она сама составляла для них учебный план, набирала лучших учителей и присутствовала при уроках почти весь день.
В 1843 году с назначением князя Щербатова на должность военного генерал-губернатора семья переехала в Москву. Их дом на Садовой долгое время являлся центром всей старой столицы: родовой, светской и благотворительной. Очень умная и образованная, воспитанная в роскоши и богатстве, княгиня Щербатова, по свидетельству знавших её, была олицетворением «grande dame», что не мешало ей, впрочем, всем смело говорить правду в глаза, любить во всем простоту, ненавидеть изнеженность и праздность. Тяготясь большими приемами и представительством, София Степановна не уклонялась от них и пользуясь своим высоким положением и влиянием в обществе, занялась благотворительностью.

## Благотворительная деятельность
Важная заслуга княгини Щербатовой заключалась в том, что она старалась внести правильную организацию в дело общественной благотворительности. В 1844 году София Степановна основала в Москве «Дамское попечительство о бедных», председательницей которого была до 1876 года. Общество имело своей целью «открывать людей, поистине нуждающихся в помощи, особенно стыдящихся просить подаяние, и оказывать им сообразно обстоятельствам и по мере возможности такого рода пособия, которые приносили бы им существенную пользу и не могли бы быть употреблены во зло».
После смерти своего супруга в 1848 году она сообщила императору Николаю I о намерении передать в пользу общества денежные выплаты, пожалованные ей за заслуги супруга. В 1848 году во время эпидемии холеры в Москве княгиня Софья Степановна совместно с доктором Фёдором Петровичем Гаазом организовала общину для оказания помощи нуждавшимся, получившую название Никольской. Сёстры этой общины продолжили свою деятельность и в годы Крымской кампании.
Княгине Щербатовой обязано своим возникновением и Комиссаровское техническое училище. С её легкой руки основывались в Москве приюты для детей, богадельни для престарелых, дома для не имеющих крова; оживилась деятельность тюремных комитетов. В 1847 году около Новоспасского монастыря были созданы благотворительные учреждения, — богадельня, лечебница, детский приют и церковь — носившие её имя.
Княгиня С. С. Щербатова в 1867 году стала одной из главных организаторов управления «Общества попечения о раненых и больных воинах» (в конце XIX века переименованное в Московское общество Красного Креста).
До глубокой старости Софья Степановна лично руководила основанными и организованными ею благотворительными учреждениями, когда же эта сложная работа после 30-летних трудов стала ей не по силам, она передала её в другие надежные руки, но сама не переставала следить за своими заведениями, навещая их и придумывая для них разные нововведения и улучшения.

## Последние годы

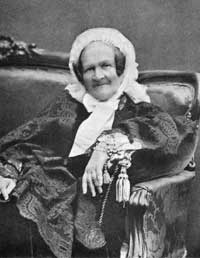
Княгиня София Щербатова

До конца дней своих она сохранила замечательную подвижность и деятельность, свежесть впечатлений, ясность ума и способность всем интересоваться. За неделю до смерти она собственноручно написала своё завещание, никого не позабыв в нём; сама выразила желание приобщиться и собороваться. Княгиня София Степановна Щербатова скончалась от воспаления легких 3 февраля 1885 года на 88-м году жизни и была похоронена рядом с мужем в Донском монастыре. Императрица Мария Федоровна писала её сыну князю А. А. Щербатову:
Известясь о кончине матушки вашей, не могу не выразить глубокой скорби Моей об утрате столь чувствительной для семьи покойной и для Москвы, которая лишилась в ней всеми чтимой и уважаемой благотворительницы
30 апреля князь Щербатов передал Московскому опекунскому совету владение матери на Садовой-Кудринской для устройства детской больницы (ныне Детская городская клиническая больница № 13 имени Н. Ф. Филатова), а также храма при ней.
Желая почтить и сохранить память матери нашей, мы все, сонаследники в доме её, пришли к соглашению об обращении его на дела общественной пользы и благотворительности

## Дети
В браке родились:
- Екатерина Алексеевна (1818—1869), была замужем за Илларионом Илларионовичем Васильчиковым (1805—1862), генерал-адъютант, киевский, волынский и подольский генерал губернатор, член Государственного Совета.
- Наталья Алексеевна (1819—1826)
- Григорий Алексеевич (1819—1881), выпускник С.—Петербургского университета, возглавлял Цензурный комитет, был председателем Агрономического общества; в составе ополчения участвовал в обороне Севастополя. Был женат на Софье Александровне Паниной (1825—1905), внучке графа Н. П. Панина.
- Ольга Алексеевна (1822—1879), фрейлина императрицы Александры Фёдоровны, с 1847 года замужем за князем С. Ф. Голицыным (1812—1849), отставной ротмистр, трагически погиб на охоте у В. В. Апраксина в селе Брасово Орловской губернии.
- Борис Алексеевич (28.05.1824[10]—06.06.1826[11]), крещен 5 июля 1824 года в церкви Вознесения Господня при Адмиралтействе при восприемстве князя С. Г. Щербатова и княгини Н. П. Голицыной.
- Владимир Алексеевич (1826—1888), секретарь русской миссии в Штутгарте, действительный статский советник, саратовский губернский предводитель дворянства, позднее — саратовский губернатор. Был женат с 1851 года на Марии Афанасьевне Столыпиной (1832—1901).
- Александр Алексеевич (1829—1902), окончил юридический факультет Московского университета, служил в кирасирском полку, московский городской голова. Был женат с 1855 года на Марии Павловне Мухановой (1836—1892), дочери историка и археографа П. А. Муханова.

Дети
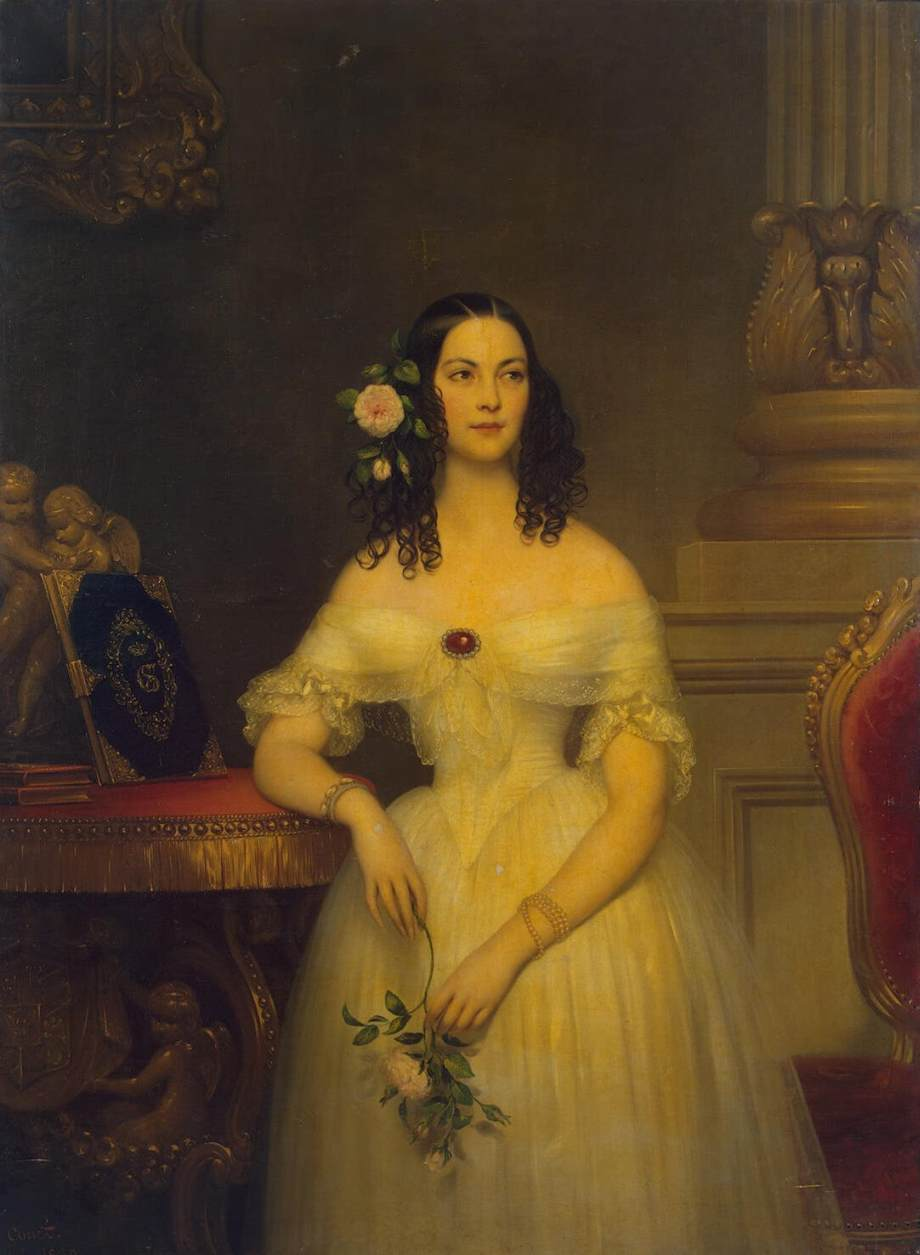
Екатерина
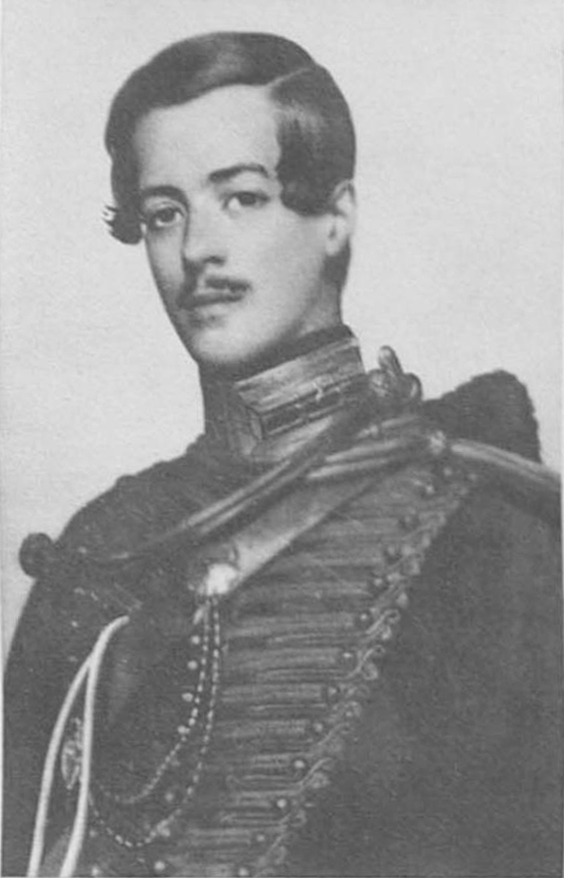
Григорий
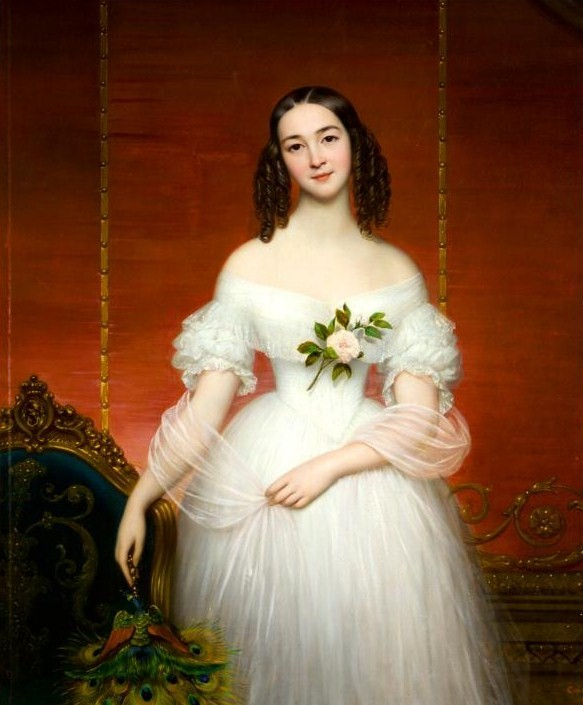
Ольга
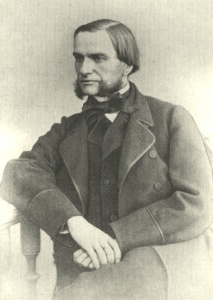
Владимир
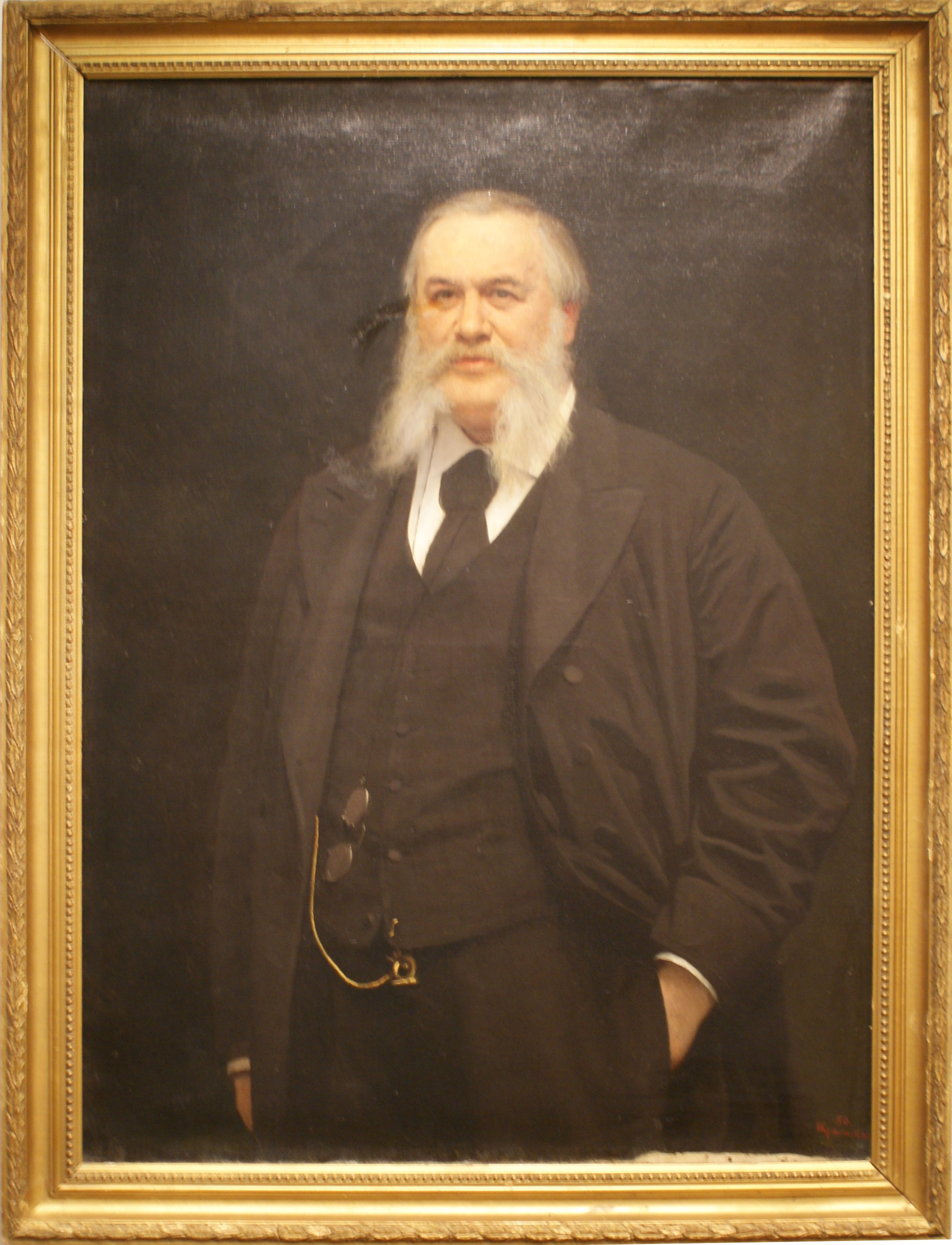
Александр